# Läcka

Amerikanska sjömän bekämpar en läcka.

En läcka är en oönskad öppning i ett hydrauliskt eller pneumatiskt system, som leder till utsläpp av vatten eller andra fluider. Läckor kan bland annat bero på konstruktionsfel, slitage, korrosion eller vandalism.